# Orden de Luisa
La orden de Luisa (en alemán: Louisen-Orden) es una antigua orden de caballería exclusiva para mujeres en el Reino de Prusia, actualmente otorgada por la casa de Hohenzollern como orden dinástica.

## Historia
La orden fue fundada el 3 de agosto de 1814 por el rey Federico Guillermo III de Prusia. El nombre de la orden se le dio en memoria de la esposa de Federico Guillermo III, Luisa de Mecklemburgo-Strelitz, fallecida en su juventud en 1810. En 1865 el rey Federico Guillermo de Prusia realizó una restructuración de la orden, permitiendo la formación de distintos grados dentro de la orden.
Tras la caída del Imperio alemán y por ende del reino de Prusia, continuó siendo otorgada por el jefe de la casa de Hohenzollern.

## Estructura
El soberano es el rey de Prusia y actualmente el jefe de la casa de Hohenzollern.
El gran magisterio correspondía a la reina consorte de Prusia y actualmente a la mujer del jefe de la casa de Hohenzollern. 
Hasta 1865 la orden consistió en una única clase de damas.
En 1865 fue reformada por Federico Guillermo IV de Prusia quedando dividida de la siguiente forma:
- Dama de primera clase. A la que se equiparaban la única clase de damas existente hasta entonces.
- Dama de segunda clase. En los inicios del siglo XX esta categoría se encontraba dividida a su vez en las siguientes clases:
  - Damas de segunda clase de primera con corona de plata.
  - Damas de segunda clase de primera.
  - Damas de segunda clase de segunda.

- Medalla de honor.

## Insignias
La insignia principal consistía en una cruz patada. En el centro de la cruz se encontraba un círculo (que en la primera y segunda clase estaba esmaltado de azul) con la letra L rodeada de siete estrellas.
La cinta era de color blanco, con finas rayas blancas. La disposición de las líneas negras en la cinta dependía de la clase de la orden de que se tratara.